# QantasLink
QantasLink es una aerolínea subsidiaria de Qantas. Comparte su código IATA:, QF.

## Historia
Hasta recientemente, Qantas tenía muchas subsidiarias regionales, que operaban de forma independiente. Sin embargo, en 2002 estas aerolíneas, incluyendo Airlink, Sunstate, Eastern Australia Airlines y Southern Australian Airlines fueron unidas bajo un solo nombre aprovechando que todas ellas tenían flotas similares. Esta medida simplificó su administración. Inicialmente, QantasLink operó algunas de las líneas internas de Qantas con aviones Boeing 717 que Qantas recibió al adquirir Impulse Airlines, empresa que no logró sobrevivir a la competencia con Qantas. Qantas también adquirió algunos Boeing 717 para ella, pero al crearse la línea de bajo coste Jetstar los Boeing 717 fueron asignados temporalmente a esa aerolínea, mientras esta adquiría su propia flota (de Airbus A320). A medida que Jetstar recibe sus aviones, los Boeing 717 son reasignados a QantasLink, para reemplazar los BAe 146, que tienen mayores costes de operación y están en final de vida útil. Estos son utilizados en rutas largas y poco frecuentadas. QantasLink opera diversas rutas regionales en Nueva Gales del Sur, en Queensland y en el resto de Australia la con sus aviones Dash 8 y Boeing 717.

## Flota

### Flota Actual

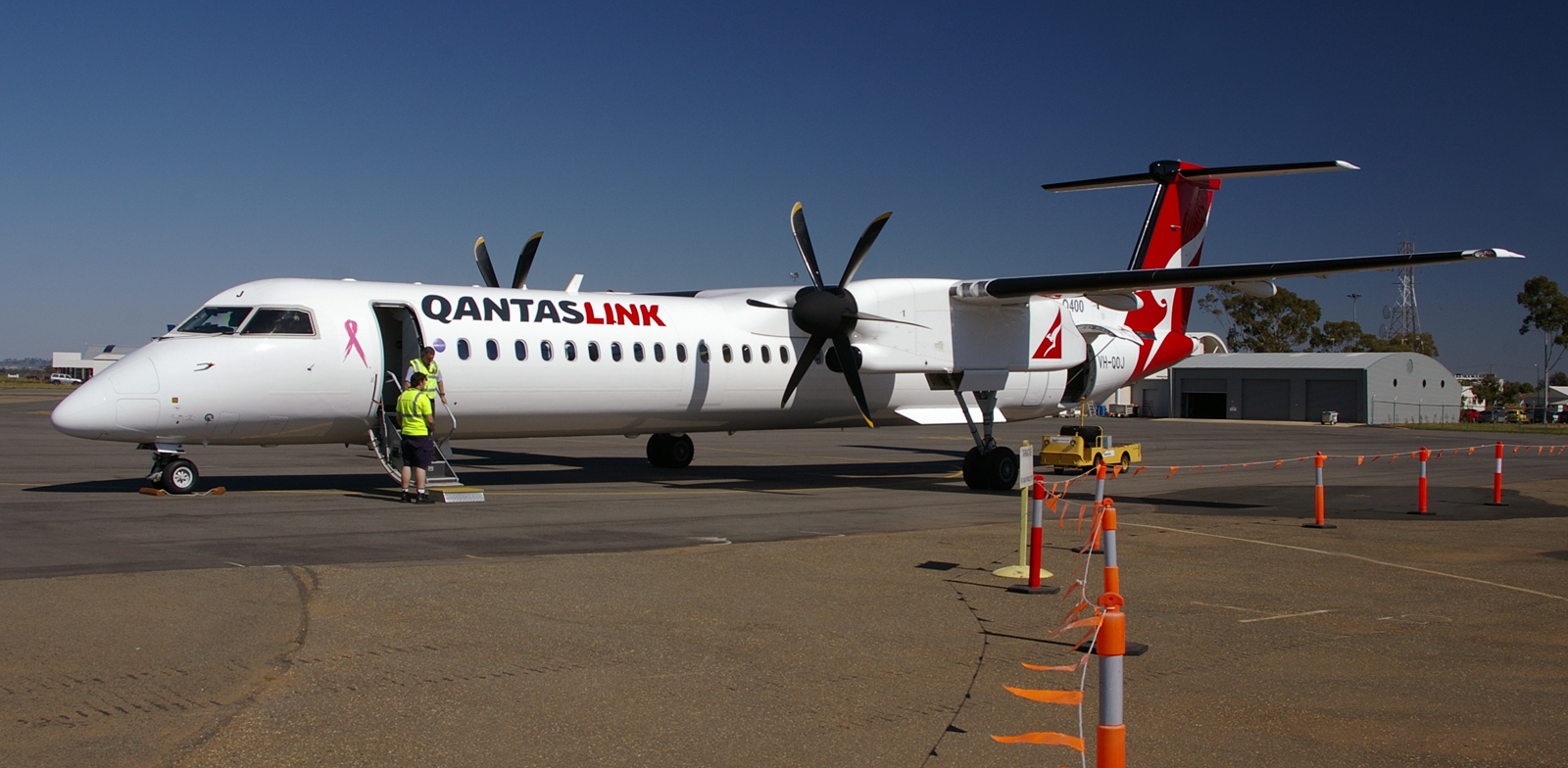
Q400 de QantasLink en el Aeropuerto de Wagga Wagga.

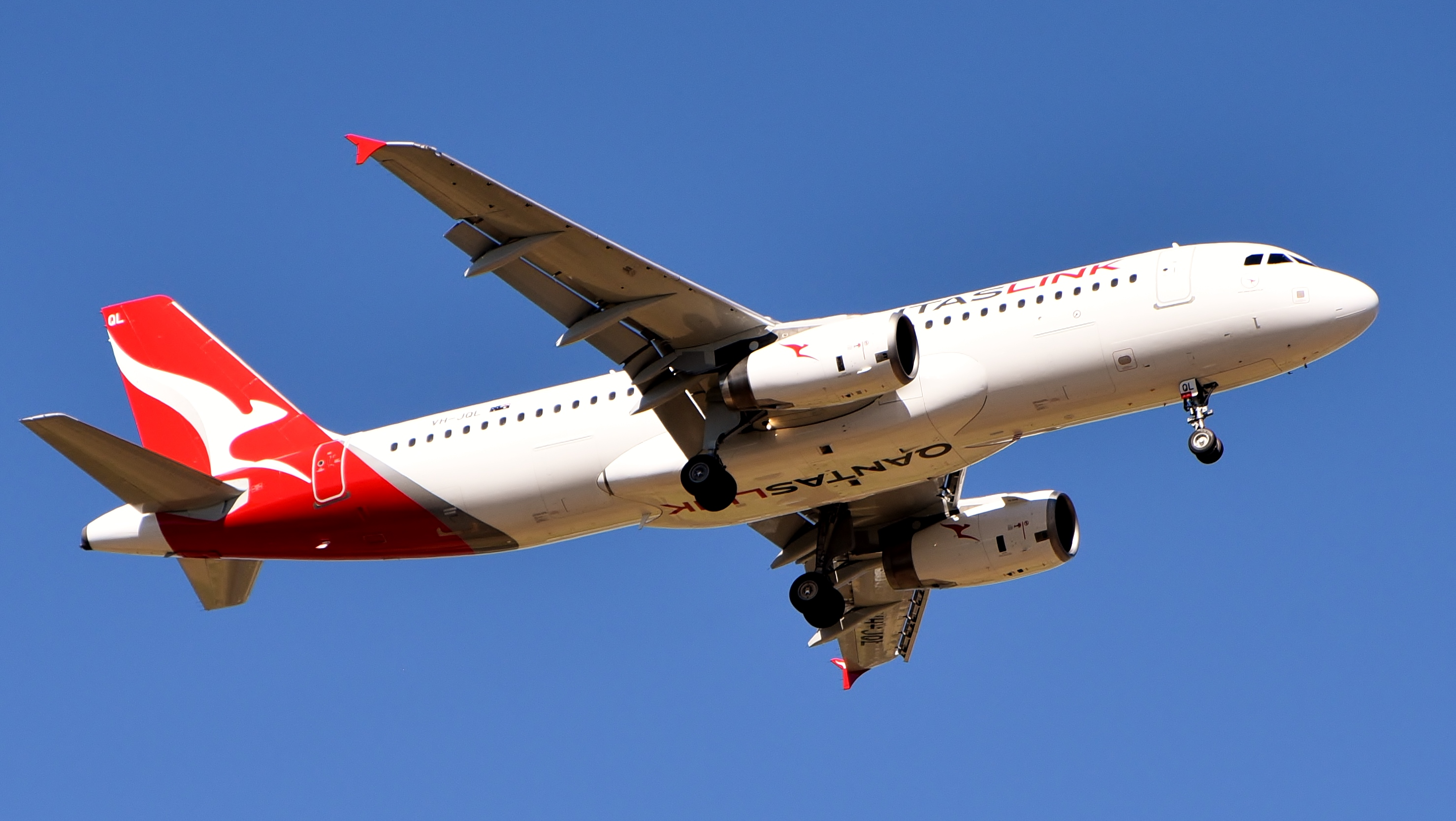
Airbus A320 de QantasLink en aproximación al Aeropuerto de Perth.

La flota de QantasLink en julio de 2023
Estaba formada por las siguientes aeronaves, con una edad media de 19.6 años:

## Destinos

Fokker 100 de QantasLink en el Aeropuerto de Kalgoorlie.

Véase Destinos de Qantas.